# Phyllobius scutellaris
Phyllobius scutellaris — вид долгоносиков-скосарей из подсемейства Entiminae.

## Описание
Жук длиной 6,5-7,5 мм. Чешуйки зелёного, серебристо-серого, редко бронзового цвета. Головотрубка лишь немного уже головы, вследствие чего уступообразное сужение впереди глаз мало заметно. Виски параллельные. Передние и средние голени не уплощённые, но имеют у вершины заострённый наружный кант.

## Экология
Жук обитает в лесах.